# Alexandra Mîrca
Alexandra Mîrca (* 11. Oktober 1993 in Chișinău) ist eine moldauische Bogenschützin, die mit dem Recurvebogen schießt.

## Werdegang
Mîrca begann im Alter von 14 Jahren mit dem Bogenschießen. Ihren ersten internationalen Auftritt hatte sie bei den Europameisterschaften 2010 in Italien, wo sie in der ersten Runde ausschied. Zudem nahm sie an den erstmals ausgetragenen olympischen Jugend-Sommerspielen teil. Dort erreichte sie im Einzel einen dritten Platz, im Mixed erlangte sie gemeinsam mit dem Dänen Benjamin Ipsen Rang neun. Im Sommer 2011 nahm Mîrca an ihren ersten Weltmeisterschaften teil, die sie auf dem 57. Platz beendete. Auf sich aufmerksam machte die Moldauerin auch im Februar 2014, als sie bei den Hallen-Weltmeisterschaften einen vierten Platz erreichte. Auch bei der Premierenaustragung der Europaspiele 2015 in Baku nahm Mîrca teil und unterlag in der ersten Runde Anastassija Pawlowa glatt mit 0:6.
2016 verpasste sie zunächst die Qualifikation für die Olympischen Spiele beim europäischen Qualifikationsturnier in Nottingham. Bei den ebenfalls dort ausgetragenen Europameisterschaften gewann sie im Mixed-Wettbewerb ihre erste internationale Medaille. Gemeinsam mit ihrem Partner Dan Olaru gab sie im Turnierverlauf lediglich im Halbfinale einen Satz ab und krönte diesen Siegeslauf mit einem Europameistertitel. Beim Weltcup in Antalya konnte sie zudem einen dritten Platz erreichen. Erstmals kam Mîrca damit bei einem internationalen Wettkampf im Einzel in die Medaillenränge und konnte sich somit auch ihre erste Teilnahme an den Olympischen Spielen sichern. In Rio de Janeiro erzielte sich in der Platzierungsrunde ein Ergebnis von 636 Punkten (24. Platz). In der K.o.-Runde gewann sie zunächst knapp gegen Aída Román, bevor sie der Chinesin Wu Jiaxin deutlich unterlag.
Die nächsten Jahre verliefen ohne größere Erfolge, jedoch war Mîrca wieder zur Stelle, als es um die Qualifikation zu den Olympischen Spielen ging. Bei den Weltmeisterschaften 2019 schoss sie einen konstant guten Wettkampf und wurde am Ende auf Rang 7 gewertet. Dieser reichte für eine vorzeitige Qualifikation für die Olympischen Spiele in Tokio. Bei den Europaspielen 2019 wurde sie 17. Nach der coronabedingten Pause, in der keine internationalen Wettkämpfe stattfanden, fand Mîrca gut zurück in den Rhythmus. Beim European Grand Prix in Kroatien wurde sie 3., beim Weltcup in Lausanne 7. und bei den Europameisterschaften im Vorfeld der Olympischen Spiele 9.
In Tokio wurde Mîrca gemeinsam mit ihrem Teamkollegen Dan Olaru als Fahnenträgerin ihrer Nation für die Eröffnungsfeier ausgewählt. Im Einzel verlor sie nach Platz 51 in der Platzierungsrunde deutlich gegen die Chinesin Yang Xiaolei. Im erstmals ausgetragenen Mixed-Wettkampf verpasste sie mit Dan Olaru den K.o.-Wettkampf. In den folgenden Jahren erzielte sie im Einzel konstante Ergebnisse unter den besten Zehn bei kontinentalen und weltweiten Turnieren. Einer internationalen Medaille kam sie bei den Europaspielen 2023 nahe. Im Mixed-Wettbewerb erreichte sie gemeinsam mit Olaru das Duell um Bronze, wo sie den Deutschen Michelle Kroppen und Florian Unruh erst im Stechen unterlagen. Bei den anschließenden Weltmeisterschaften 2023 patzte Mîrca jedoch und wurde letztlich nur 57.